# Faro de Knarrarós
El Faro de Knarrarós (en islandés: Knarrarósviti) se encuentra en el Atlántico Norte la costa sur de Islandia, en la zona occidental de la región de Suðurland, cerca del Distrito de la Capital y de la región de Suðurnes. 

## Características
El espacio con dos etapas de una torre faro, fue construido en 1938-1939 y fue el primer faro de Islandia fabricado de hormigón armado. La estructura fue diseñada por Axel Sveinsson, e influenciado por las ideas de Guðjón Samuelsson, el arquitecto estatal de Islandia. 
La torre es de 26,2 metros de altura y está sin pintar. Hay paneles negros dispuestos verticalmente entre las ventanas que crean la apariencia de que la torre tiene una franja vertical negra en cada lado. El diseño es una mezcla de funcionalismo y estilos art nouveau. La característica de iluminación es 3 segundos de destello largo cada 30 segundos.